# Vincent Gambi
Vicente Gambi (em italiano Vincenzo Gambi) (morto em 1819) foi um pirata italiano. É considerado um dos mais violentos e sanguinários homens no Golfo do México dos anos 1800, e o maior saqueador em ataques repentinos a navios durante toda a década anterior à sua morte.
Gambi foi um dos vários piratas associados a Jean Lafitte e, mais tarde, seu auxiliar durante a Batalha de Nova Orleans ao lado de Dominique You, Rene Beluche.
É citado na novela histórica Strangely Wonderful: Tale of Count Balashazy de Karen Mercury.